# لیگ قهرمانان آسیا ۲۰۱۰
لیگ قهرمانان آسیا ۲۰۱۰ بیست و نهمین دوره از مسابقات فوتبال باشگاهی سطح بالای آسیا بود که توسط کنفدراسیون فوتبال آسیا (ای‌اف‌سی) برگزار شد و هشتمین دوره تحت عنوان فعلی لیگ قهرمانان آسیا بود. فینال در ۱۳ نوامبر ۲۰۱۰ در ورزشگاه ملی توکیو برگزار شد. قهرمان مسابقات، سئونگنام ایلهوا چونما، به جام باشگاه‌های جهان ۲۰۱۰ در امارات متحده عربی راه یافت.

## صلاحیت
طرح مقدماتی لیگ قهرمانان آسیا ۲۰۱۰ در سال ۲۰۰۸ منتشر شد. قرار بود در مجموع ۳۸ باشگاه در لیگ قهرمانان آسیا ۲۰۱۰ شرکت کنند (که در نهایت به ۳۷ کاهش یافت).

### رتبه‌بندی ارزیابی ای‌اف‌سی
| رتبه | انجمن عضو         | امتیاز (مجموعا ۵۰۰) | باشگاه‌ها | سهمیه‌ها     | سهمیه‌ها | سهمیه‌ها    |
| رتبه | انجمن عضو         | امتیاز (مجموعا ۵۰۰) | باشگاه‌ها | مرحله گروهی | پلی آف  | ای‌اف‌سی کاپ |
| ---- | ----------------- | ------------------- | -------- | ----------- | ------- | ---------- |
| ۴    | عربستان سعودی     | ۳۶۵                 | ۱۲       | ۴           | ۰       | ۰          |
| ۵    | امارات متحده عربی | ۳۵۶                 | ۱۲       | ۳           | ۱       | ۰          |
| ۷    | ایران             | ۳۴۰                 | ۱۸       | ۴           | ۰       | ۰          |
| ۹    | ازبکستان          | ۲۸۹                 | ۱۶       | ۲           | ۰       | ۱          |
| ۱۰   | قطر               | ۲۷۰                 | ۱۰       | ۲           | ۰       | ۰          |
| ۱۳   | هند               | ۲۰۲                 | ۱۰       | ۰           | ۱       | ۱          |

|  | معیارها را برآورده می‌کند  |
|  | معیارها را برآورده نمی‌کند |

| رتبه | انجمن عضو  | امتیاز (مجموعا ۵۰۰) | باشگاه‌ها | سهمیه‌ها     | سهمیه‌ها | سهمیه‌ها    |
| رتبه | انجمن عضو  | امتیاز (مجموعا ۵۰۰) | باشگاه‌ها | مرحله گروهی | پلی آف  | ای‌اف‌سی کاپ |
| ---- | ---------- | ------------------- | -------- | ----------- | ------- | ---------- |
| ۱    | ژاپن       | ۴۷۰                 | ۱۸       | ۴           | ۰       | ۰          |
| ۲    | جمهوری کره | ۴۴۱                 | ۱۴       | ۴           | ۰       | ۰          |
| ۳    | چین        | ۴۳۱                 | ۱۶       | ۴           | ۰       | ۰          |
| ۶    | استرالیا   | ۳۴۳                 | ۷+۱†     | ۲           | ۰       | ۰          |
| ۸    | اندونزی    | ۲۹۶                 | ۱۸       | ۱           | ۱       | ۰          |
| ۱۱   | سنگاپور    | ۲۷۹                 | ۱۲       | ۰           | ۱       | ۱          |
| ۱۲   | تایلند     | ۲۲۱                 | ۱۶       | ۰           | ۱       | ۱          |
| ۱۴   | ویتنام     | ۱۹۱                 | ۱۴       | ۰           | ۰       | ۲          |

### سهمیه‌بندی شرکت کنندگان
پلی آف مقدماتی (۸ تیم)
- امارات متحده عربی،  اندونزی،  سنگاپور،  تایلند،  هند،  ویتنام هر کدام یک تیم
- فینالیست‌های ای‌اف‌سی کاپ ۲۰۰۹
  - با این حال،  الکویت، قهرمان ای‌اف‌سی کاپ ۲۰۰۹، به دلیل اینکه لیگ آنها معیارهای لیگ قهرمانان را نداشت، حذف شد.

مرحله گروهی
- ۲ تیم برنده پلی آف مقدماتی
- ۴ تیم راه یافتند:   ایران،  چین،  ژاپن،  جمهوری کره،  عربستان سعودی
- ۳ تیم راه یافتند:  امارات متحده عربی
- ۲ تیم راه یافتند:  استرالیا،  ازبکستان،  قطر
- ۱ تیم راه یافت:  اندونزی

## تیم‌های حاضر در لیگ قهرمانان آسیا ۲۰۱۰
در جدول زیر، تعداد حضورها و آخرین حضورها فقط آنهایی را که از فصل ۰۳–۲۰۰۲ (شامل مراحل مقدماتی) به بعد، زمانی که این رقابت‌ها به لیگ قهرمانان آسیا تغییر نام داد، شمارش می‌کند. TH به معنای دارندگان عنوان قهرمانی است.
| منطقه غرب (گروه‌های A تا D)  | منطقه غرب (گروه‌های A تا D)                                                     | منطقه غرب (گروه‌های A تا D) | منطقه غرب (گروه‌های A تا D) |
| تیم                         | نحوه راهیابی                                                                   | تعداد حضور                 | آخرین حضور                 |
| --------------------------- | ------------------------------------------------------------------------------ | -------------------------- | -------------------------- |
| استقلال                     | قهرمان لیگ برتر فوتبال ایران ۸۸–۱۳۸۷                                           | سومین                      | ۲۰۰۹                       |
| ذوب آهن                     | نایب قهرمان لیگ برتر فوتبال ایران ۸۸–۱۳۸۷ قهرمان جام حذفی فوتبال ایران ۸۸–۱۳۸۷ | دومین                      | ۲۰۰۴                       |
| مس کرمان                    | رتبه سوم لیگ برتر فوتبال ایران ۸۸–۱۳۸۷                                         | اولین                      | نداشته                     |
| سپاهان                      | رتبه چهارم لیگ برتر فوتبال ایران ۸۸–۱۳۸۷                                       | ششمین                      | ۲۰۰۹                       |
| الاتحاد                     | قهرمان لیگ حرفه‌ای عربستان ۰۹–۲۰۰۸                                              | ششمین                      | ۲۰۰۹                       |
| الشباب                      | قهرمان جام پادشاهی عربستان ۲۰۰۹                                                | پنجمین                     | ۲۰۰۹                       |
| الهلال                      | نایب قهرمان لیگ حرفه‌ای عربستان ۰۹–۲۰۰۸                                         | ششمین                      | ۲۰۰۹                       |
| الاهلی                      | رتبه سوم لیگ حرفه‌ای عربستان ۰۹–۲۰۰۸                                            | چهارمین                    | ۲۰۰۸                       |
| الاهلی                      | قهرمان لیگ حرفه‌ای امارات ۰۹–۲۰۰۸                                               | چهارمین                    | ۲۰۰۹                       |
| العین                       | قهرمان جام رئیس دولت امارات ۰۹–۲۰۰۸                                            | ششمین                      | ۲۰۰۷                       |
| الجزیره                     | نایب قهرمان لیگ حرفه‌ای امارات ۰۹–۲۰۰۸                                          | دومین                      | ۲۰۰۹                       |
| الغرافه                     | قهرمان لیگ ستارگان قطر ۰۹–۲۰۰۸ و جام امیر قطر ۲۰۰۹                             | پنجمین                     | ۲۰۰۹                       |
| السد                        | نایب قهرمان لیگ ستارگان قطر ۰۹–۲۰۰۸                                            | هفتمین                     | ۲۰۰۸                       |
| بنیادکار                    | قهرمان لیگ ازبکستان ۲۰۰۹                                                       | سومین                      | ۲۰۰۹                       |
| پاختاکور                    | قهرمان جام حذفی ازبکستان ۲۰۰۹                                                  | هشتمین                     | ۲۰۰۹                       |
| شرکت کنندگان پلی آف مقدماتی |                                                                                |                            |                            |
| چرچیل برادرز                | قهرمان آی‌لیگ ۰۹–۲۰۰۸                                                           | دومین                      | ۰۳–۲۰۰۲                    |
| الکرامه                     | نایب قهرمان ای‌اف‌سی کاپ ۲۰۰۹ نایب قهرمان لیگ برتر سوریه ۰۹–۲۰۰۸                 | چهارمین                    | ۲۰۰۸                       |
| الوحده                      | رتبه چهارم لیگ حرفه‌ای امارات ۰۹–۲۰۰۸                                           | پنجمین                     | ۲۰۰۸                       |

| منطقه شرق (گروه‌های E–H)     | منطقه شرق (گروه‌های E–H)                                  | منطقه شرق (گروه‌های E–H) | منطقه شرق (گروه‌های E–H) |
| تیم                         | نحوه راهیابی                                             | تعداد حضور              | آخرین حضور              |
| --------------------------- | -------------------------------------------------------- | ----------------------- | ----------------------- |
| بیجینگ گوان                 | قهرمان سوپر لیگ چین ۲۰۰۹                                 | سومین                   | ۲۰۰۹                    |
| چانگچون یاتای               | نایب قهرمان سوپر لیگ چین ۲۰۰۹                            | دومین                   | ۲۰۰۸                    |
| هنان جیانیه                 | رتبه سوم سوپر لیگ چین ۲۰۰۹                               | اولین                   | نداشته                  |
| شاندونگ لوننگ تایشان        | رتبه چهارم سوپر لیگ چین ۲۰۰۹                             | چهارمین                 | ۲۰۰۹                    |
| کاشیما آنتلرز               | قهرمان دسته اول جی‌لیگ ۲۰۰۹                               | چهارمین                 | ۲۰۰۹                    |
| کاوازاکی فرونتال            | نایب قهرمان دسته اول جی‌لیگ ۲۰۰۹                          | سومین                   | ۲۰۰۹                    |
| گامبا اوساکا                | رتبه سوم دسته اول جی‌لیگ ۲۰۰۹ قهرمان جام امپراتور ۱۰–۲۰۰۹ | چهارمین                 | ۲۰۰۹                    |
| سانفریس هیروشیما            | رتبه چهارم دسته اول جی‌لیگ ۲۰۰۹                           | اولین                   | نداشته                  |
| پوهانگ استیلرزTH            | قهرمان لیگ قهرمانان آسیا ۲۰۰۹ رتبه سوم کی‌لیگ ۲۰۰۹        | سومین                   | ۲۰۰۹                    |
| چونبوک هیوندای موتورز       | قهرمان کی‌لیگ ۲۰۰۹                                        | چهارمین                 | ۲۰۰۷                    |
| سوون سامسونگ بلووینگز       | قهرمان جام حذفی کره ۲۰۰۹                                 | سومین                   | ۲۰۰۹                    |
| سئونگنام ایلهوا چونما       | نایب قهرمان کی‌لیگ ۲۰۰۹                                   | چهارمین                 | ۲۰۰۷                    |
| ملبورن ویکتوری              | قهرمان ای‌لیگ ۰۹–۲۰۰۸ قهرمان فینال بزرگ ای‌لیگ ۲۰۰۹        | دومین                   | ۲۰۰۸                    |
| آدلاید یونایتد              | نایب قهرمان ای‌لیگ ۰۹–۲۰۰۸                                | سومین                   | ۲۰۰۸                    |
| پرسیپورا جایاپورا           | قهرمان سوپر لیگ اندونزی ۰۹–۲۰۰۸                          | اولین                   | نداشته                  |
| شرکت کنندگان پلی آف مقدماتی |                                                          |                         |                         |
| سریویجایا                   | قهرمان جام حذفی اندونزی ۰۹–۲۰۰۸                          | دومین                   | ۲۰۰۹                    |
| سنگاپور آرمد فورسس          | قهرمان اس‌لیگ ۲۰۰۹                                        | دومین                   | ۲۰۰۹                    |
| موانگتونگ یونایتد           | قهرمان لیگ برتر تایلند ۲۰۰۹                              | اولین                   | نداشته                  |
| دانانگ                      | قهرمان وی‌لیگ ۲۰۰۹                                        | دومین                   | ۲۰۰۶                    |

* تعداد حضورها (شامل مراحل مقدماتی) از فصل ۲۰۰۲/۰۳، زمانی که این رقابت‌ها به لیگ قهرمانان آسیا تغییر نام داد.

## برنامه
برنامه مسابقات لیگ قهرمانان آسیا ۲۰۱۰ در ۱۷ ژوئیه ۲۰۰۹ منتشر شد. این مسابقات همان قالب لیگ قهرمانان آسیا ۲۰۰۹ را داشت.
| تاریخ       | رویداد                                                         |
| ----------- | -------------------------------------------------------------- |
| ۷ دسامبر    | قرعه‌کشی مرحله پلی آف مقدماتی، مرحله گروهی و مرحله یک‌هشتم نهایی |
| ۳۰ ژانویه   | نیمه نهایی مرحله مقدماتی پلی آف                                |
| ۶ فوریه     | فینال مرحله مقدماتی پلی آف                                     |
| ۲۳–۲۴ فوریه | هفته ۱ مرحله گروهی                                             |
| ۹–۱۰ مارس   | هفته ۲ مرحله گروهی                                             |
| ۲۳–۲۴ مارس  | هفته ۳ مرحله گروهی                                             |
| ۳۰–۳۱ مارس  | هفته ۴ مرحله گروهی                                             |
| ۱۳–۱۴ آوریل | هفته ۵ مرحله گروهی                                             |

| تاریخ       | رویداد                           |
| ----------- | -------------------------------- |
| ۲۷–۲۸ آوریل | هفته ۶ مرحله گروهی               |
| ۱۱–۱۲ مه    | یک‌هشتم نهایی                     |
| ۲۵ مه       | قرعه‌کشی برای مراحل باقی مانده    |
| ۱۵ سپتامبر  | بازی رفت یک‌چهارم نهایی           |
| ۲۲ سپتامبر  | بازی برگشت یک‌چهارم نهایی         |
| ۶ اکتبر     | بازی رفت نیمه نهایی              |
| ۲۰ اکتبر    | بازی برگشت نیمه نهایی            |
| ۱۳ نوامبر   | فینال (ورزشگاه ملی, توکیو, ژاپن) |

## مرحله پلی آف مقدماتی
تیم‌ها به دو منطقه تقسیم شدند. شرق چهار تیم و غرب سه تیم دارد، زیرا الکویت، قهرمان ای‌اف‌سی کاپ، نتوانست معیارهای تعیین شده توسط ای‌اف‌سی برای شرکت در پلی آف را برآورده کند. قرعه‌کشی پلی آف مقدماتی در ۷ دسامبر ۲۰۰۹ در کوالا لامپور، مالزی برگزار شد. همه بازندگان پلی آف مقدماتی وارد ای‌اف‌سی کاپ ۲۰۱۰ شدند.
| تیم ۱                | نتیجه                | تیم ۲                |
| نیمه نهایی منطقه غرب | نیمه نهایی منطقه غرب | نیمه نهایی منطقه غرب |
| -------------------- | -------------------- | -------------------- |
| الکرامه              | ۰–۱                  | الوحده               |
| فینال منطقه غرب      |                      |                      |
| الوحده               | ۵–۲                  | چرچیل برادرز         |
| نیمه نهایی منطقه شرق |                      |                      |
| سنگاپور آرمد فورسس   | ۳–۰                  | سریویجایا            |
| دانانگ               | ۰–۳                  | موانگتونگ یونایتد    |
| فینال منطقه شرق      |                      |                      |
| سنگاپور آرمد فورسس   | ۰–۰ (و.ا.)(۴–۳پ)     | موانگتونگ یونایتد    |

## مرحله گروهی
قرعه کشی مرحله گروهی ۷ دسامبر ۲۰۰۹ در کوالا لامپور، مالزی انجام شد.
هر باشگاه دو بار به صورت رفت و برگشت در برابر سه تیم دیگر عضو گروه بازی می‌کند و در کل شش بازی انجام خواهد داد. هر باشگاه سه امتیاز برای برد، یک امتیاز برای مساوی و صفر امتیاز برای باخت دریافت می‌کند. هر باشگاه بر اساس امتیازات بدست آمده رتبه‌بندی می‌شود و در صورت تساوی از دستورات زیر پیروی خواهد شد:
1. بیشتربودن امتیاز بدست آمده در بازی‌های گروهی بین دو تیم مربوطه
2. نتیجه تفاضل گل در بازی‌های گروهی بین دو تیم مربوطه (شامل نشدن گل‌های بیرون خانه)
3. بیشتر بودن گل‌های به ثمر رسیده در بازی‌های گروهی بین دو تیم مربوطه (شامل نشدن گل‌های بیرون خانه)
4. تفاضل گل در همهٔ بازی‌های گروهی
5. بیشتر بودن گل‌های به ثمر رسیده در همهٔ بازی‌های گروهی
6. ضرباتی که از نقاط پنالتی دو تیم در میدان بازی وارد دروازه هم کرده‌اند
7. کمتر بودن بر اساس محاسبه تعداد کارت‌های زرد و قرمز دریافت شده در بازی‌های گروهی (یک امتیاز برای هر کارت زرد و۳ امتیاز برای هر کارت قرمز، همچنین دو کارت زرد یک کارت قرمز محسوب خواهد شد، سه امتیاز برای کارت قرمز مستقیم، ۴ امتیاز برای یک کارت زرد به همراه کارت قرمز مستقیم)
8. قرعه کشی بین دو تیم

تیم‌های اول و دوم هر گروه به دور بعد صعود کردند.

### گروه A
| تیم     | بازی | برد | تساوی | باخت | گل‌زده | گل‌خورده | تفاضل‌گل | امتیاز |
| ------- | ---- | --- | ----- | ---- | ----- | ------- | ------- | ------ |
| الغرافه | ۶    | ۴   | ۱     | ۱    | ۱۱    | ۹       | ۲+      | ۱۳     |
| استقلال | ۶    | ۳   | ۲     | ۱    | ۹     | ۵       | ۴+      | ۱۱     |
| الاهلی  | ۶    | ۲   | ۰     | ۴    | ۱۱    | ۹       | ۲+      | ۶      |
| الجزیره | ۶    | ۱   | ۱     | ۴    | ۶     | ۱۴      | ۸-      | ۴      |

### گروه B
| تیم      | بازی | برد | تساوی | باخت | گل‌زده | گل‌خورده | تفاضل‌گل | امتیاز |
| -------- | ---- | --- | ----- | ---- | ----- | ------- | ------- | ------ |
| ذوب آهن  | ۶    | ۴   | ۱     | ۱    | ۸     | ۳       | ۵+      | ۱۳     |
| بنیادکار | ۶    | ۳   | ۱     | ۲    | ۱۰    | ۷       | ۳+      | ۱۰     |
| الاتحاد  | ۶    | ۲   | ۲     | ۲    | ۹     | ۷       | ۲+      | ۸      |
| الوحده   | ۶    | ۱   | ۰     | ۵    | ۳     | ۱۳      | ۱۰-     | ۳      |

### گروه C
| تیم      | بازی | برد | تساوی | باخت | گل‌زده | گل‌خورده | تفاضل‌گل | امتیاز |
| -------- | ---- | --- | ----- | ---- | ----- | ------- | ------- | ------ |
| الشباب   | ۶    | ۳   | ۱     | ۲    | ۱۰    | ۸       | ۲+      | ۱۰     |
| پاختاکور | ۶    | ۳   | ۰     | ۳    | ۸     | ۱۰      | ۲-      | ۹      |
| سپاهان   | ۶    | ۲   | ۲     | ۲    | ۵     | ۵       | ۰       | ۸      |
| العین    | ۶    | ۲   | ۱     | ۳    | ۸     | ۸       | ۰       | ۷      |

### گروه D
| تیم      | بازی | برد | تساوی | باخت | گل‌زده | گل‌خورده | تفاضل‌گل | امتیاز |
| -------- | ---- | --- | ----- | ---- | ----- | ------- | ------- | ------ |
| الهلال   | ۶    | ۳   | ۲     | ۱    | ۱۱    | ۷       | ۴+      | ۱۱     |
| مس کرمان | ۶    | ۳   | ۰     | ۳    | ۱۳    | ۱۳      | ۰       | ۹      |
| السد     | ۶    | ۲   | ۲     | ۲    | ۱۲    | ۹       | ۳+      | ۸      |
| الاهلی   | ۶    | ۱   | ۲     | ۳    | ۹     | ۱۶      | ۷-      | ۵      |

### گروه E
| تیم                   | بازی | برد | تساوی | باخت | گل‌زده | گل‌خورده | تفاضل‌گل | امتیاز |
| --------------------- | ---- | --- | ----- | ---- | ----- | ------- | ------- | ------ |
| سئونگنام ایلهوا چونما | ۶    | ۵   | ۰     | ۱    | ۱۱    | ۶       | ۵+      | ۱۵     |
| بیجینگ گوان           | ۶    | ۳   | ۱     | ۲    | ۷     | ۵       | ۲+      | ۱۰     |
| کاوازاکی فرونتال      | ۶    | ۲   | ۰     | ۴    | ۸     | ۸       | ۰       | ۶      |
| ملبورن ویکتوری        | ۶    | ۱   | ۱     | ۴    | ۳     | ۱۰      | ۷-      | ۴      |

### گروه F
| تیم                   | بازی | برد | تساوی | باخت | گل‌زده | گل‌خورده | تفاضل‌گل | امتیاز |
| --------------------- | ---- | --- | ----- | ---- | ----- | ------- | ------- | ------ |
| کاشیما آنتلرز         | ۶    | ۶   | ۰     | ۰    | ۱۴    | ۳       | ۱۱+     | ۱۸     |
| چونبوک هیوندای موتورز | ۶    | ۴   | ۰     | ۲    | ۱۷    | ۶       | ۱۱+     | ۱۲     |
| چانگچون یاتای         | ۶    | ۱   | ۰     | ۵    | ۱۰    | ۷       | ۳+      | ۳      |
| پرسیپورا جایاپورا     | ۶    | ۱   | ۰     | ۵    | ۴     | ۲۹      | ۲۵-     | ۳      |

### گروه G
| تیم                   | بازی | برد | تساوی | باخت | گل‌زده | گل‌خورده | تفاضل‌گل | امتیاز |
| --------------------- | ---- | --- | ----- | ---- | ----- | ------- | ------- | ------ |
| سوون سامسونگ بلووینگز | ۶    | ۴   | ۱     | ۱    | ۱۳    | ۴       | ۹+      | ۱۳     |
| گامبا اوساکا          | ۶    | ۳   | ۳     | ۰    | ۱۱    | ۵       | ۶+      | ۱۲     |
| سنگاپور آرمد فورسس    | ۶    | ۱   | ۱     | ۴    | ۶     | ۱۶      | ۱۰-     | ۴      |
| هنان جیانیه           | ۶    | ۰   | ۳     | ۳    | ۳     | ۸       | ۵-      | ۳      |

### گروه H
| تیم              | بازی | برد | تساوی | باخت | گل‌زده | گل‌خورده | تفاضل‌گل | امتیاز |
| ---------------- | ---- | --- | ----- | ---- | ----- | ------- | ------- | ------ |
| آدلاید یونایتد   | ۶    | ۳   | ۱     | ۲    | ۶     | ۴       | ۲+      | ۱۰     |
| پوهانگ استیلرز   | ۶    | ۳   | ۱     | ۲    | ۸     | ۷       | ۱+      | ۱۰     |
| سانفریس هیروشیما | ۶    | ۳   | ۰     | ۳    | ۱۱    | ۱۱      | ۰       | ۹      |
| شاندونگ لوننگ    | ۶    | ۲   | ۰     | ۴    | ۵     | ۸       | ۳-      | ۶      |

## مرحله حذفی

### نمودار
|  | یک‌هشتم نهایی                 | یک‌هشتم نهایی |                              |                       | یک‌چهارم نهایی | یک‌چهارم نهایی | یک‌چهارم نهایی | یک‌چهارم نهایی |  |  | نیمه نهایی | نیمه نهایی | نیمه نهایی | نیمه نهایی |  |  | فینال | فینال |  |
|  |                              |              |                              |                       |               |               |               |               |  |  |            |            |            |            |  |  |       |       |  |
|  | آدلاید یونایتد               | ۲            |                              |                       |               |               |               |               |  |  |            |            |            |            |  |  |       |       |  |
|  | آدلاید یونایتد               | ۲            |                              |                       |               |               |               |               |  |  |            |            |            |            |  |  |       |       |  |
|  | چونبوک هیوندای موتورز (و.ا.) | ۳            |                              |                       |               |               |               |               |  |  |            |            |            |            |  |  |       |       |  |
|  | چونبوک هیوندای موتورز (و.ا.) | ۳            |                              | چونبوک هیوندای موتورز | ۰             | ۱             | ۱             |               |  |  |            |            |            |            |  |  |       |       |  |
|  |                              |              |                              | چونبوک هیوندای موتورز | ۰             | ۱             | ۱             |               |  |  |            |            |            |            |  |  |       |       |  |
|  |                              |              | الشباب                       | ۲                     | ۰             | ۲             |               |               |  |  |            |            |            |            |  |  |       |       |  |
|  | الشباب                       | ۳            | الشباب                       | ۲                     | ۰             | ۲             |               |               |  |  |            |            |            |            |  |  |       |       |  |
|  | الشباب                       | ۳            |                              |                       |               |               |               |               |  |  |            |            |            |            |  |  |       |       |  |
|  | استقلال                      | ۲            |                              |                       |               |               |               |               |  |  |            |            |            |            |  |  |       |       |  |
|  | استقلال                      | ۲            |                              | الشباب                | ۴             | ۰             | ۴             |               |  |  |            |            |            |            |  |  |       |       |  |
|  |                              |              |                              |                       |               |               |               |               |  |  |            |            |            |            |  |  |       |       |  |
|  |                              |              | سئونگنام ایلهوا چونما (گ.ز.) | ۳                     | ۱             | ۴             |               |               |  |  |            |            |            |            |  |  |       |       |  |
|  | سئونگنام ایلهوا چونما        | ۳            | سئونگنام ایلهوا چونما (گ.ز.) | ۳                     | ۱             | ۴             |               |               |  |  |            |            |            |            |  |  |       |       |  |
|  | سئونگنام ایلهوا چونما        | ۳            |                              |                       |               |               |               |               |  |  |            |            |            |            |  |  |       |       |  |
|  | گامبا اوساکا                 | ۰            |                              |                       |               |               |               |               |  |  |            |            |            |            |  |  |       |       |  |
|  | گامبا اوساکا                 | ۰            |                              | سئونگنام ایلهوا چونما | ۴             | ۰             | ۴             |               |  |  |            |            |            |            |  |  |       |       |  |
|  |                              |              |                              | سئونگنام ایلهوا چونما | ۴             | ۰             | ۴             |               |  |  |            |            |            |            |  |  |       |       |  |
|  |                              |              | سوون سامسونگ بلووینگز        | ۱                     | ۲             | ۳             |               |               |  |  |            |            |            |            |  |  |       |       |  |
|  | سوون سامسونگ بلووینگز        | ۲            | سوون سامسونگ بلووینگز        | ۱                     | ۲             | ۳             |               |               |  |  |            |            |            |            |  |  |       |       |  |
|  | سوون سامسونگ بلووینگز        | ۲            |                              |                       |               |               |               |               |  |  |            |            |            |            |  |  |       |       |  |
|  | بیجینگ گوان                  | ۰            |                              |                       |               |               |               |               |  |  |            |            |            |            |  |  |       |       |  |
|  | بیجینگ گوان                  | ۰            |                              | سئونگنام ایلهوا چونما | ۳             |               |               |               |  |  |            |            |            |            |  |  |       |       |  |
|  |                              |              |                              |                       |               |               |               |               |  |  |            |            |            |            |  |  |       |       |  |
|  |                              |              | ذوب آهن                      | ۱                     |               |               |               |               |  |  |            |            |            |            |  |  |       |       |  |
|  | ذوب آهن                      | ۱            | ذوب آهن                      | ۱                     |               |               |               |               |  |  |            |            |            |            |  |  |       |       |  |
|  | ذوب آهن                      | ۱            |                              |                       |               |               |               |               |  |  |            |            |            |            |  |  |       |       |  |
|  | مس کرمان                     | ۰            |                              |                       |               |               |               |               |  |  |            |            |            |            |  |  |       |       |  |
|  | مس کرمان                     | ۰            |                              | ذوب آهن               | ۲             | ۱             | ۳             |               |  |  |            |            |            |            |  |  |       |       |  |
|  |                              |              |                              | ذوب آهن               | ۲             | ۱             | ۳             |               |  |  |            |            |            |            |  |  |       |       |  |
|  |                              |              | پوهانگ استیلرز               | ۱                     | ۱             | ۲             |               |               |  |  |            |            |            |            |  |  |       |       |  |
|  | کاشیما آنتلرز                | ۰            | پوهانگ استیلرز               | ۱                     | ۱             | ۲             |               |               |  |  |            |            |            |            |  |  |       |       |  |
|  | کاشیما آنتلرز                | ۰            |                              |                       |               |               |               |               |  |  |            |            |            |            |  |  |       |       |  |
|  | پوهانگ استیلرز               | ۱            |                              |                       |               |               |               |               |  |  |            |            |            |            |  |  |       |       |  |
|  | پوهانگ استیلرز               | ۱            |                              | ذوب آهن               | ۱             | ۱             | ۲             |               |  |  |            |            |            |            |  |  |       |       |  |
|  |                              |              |                              |                       |               |               |               |               |  |  |            |            |            |            |  |  |       |       |  |
|  |                              |              | الهلال                       | ۰                     | ۰             | ۰             |               |               |  |  |            |            |            |            |  |  |       |       |  |
|  | الهلال                       | ۳            | الهلال                       | ۰                     | ۰             | ۰             |               |               |  |  |            |            |            |            |  |  |       |       |  |
|  | الهلال                       | ۳            |                              |                       |               |               |               |               |  |  |            |            |            |            |  |  |       |       |  |
|  | بنیادکار                     | ۰            |                              |                       |               |               |               |               |  |  |            |            |            |            |  |  |       |       |  |
|  | بنیادکار                     | ۰            |                              | الهلال (و.ا.)         | ۳             | ۲             | ۵             |               |  |  |            |            |            |            |  |  |       |       |  |
|  |                              |              |                              | الهلال (و.ا.)         | ۳             | ۲             | ۵             |               |  |  |            |            |            |            |  |  |       |       |  |
|  |                              |              | الغرافه                      | ۰                     | ۴             | ۴             |               |               |  |  |            |            |            |            |  |  |       |       |  |
|  | الغرافه                      | ۱            | الغرافه                      | ۰                     | ۴             | ۴             |               |               |  |  |            |            |            |            |  |  |       |       |  |
|  | الغرافه                      | ۱            |                              |                       |               |               |               |               |  |  |            |            |            |            |  |  |       |       |  |
|  | پاختاکور                     | ۰            |                              |                       |               |               |               |               |  |  |            |            |            |            |  |  |       |       |  |

### یک‌هشتم نهایی
قرعه‌کشی مرحله یک‌هشتم نهایی در ۷ دسامبر ۲۰۰۹ به همراه قرعه‌کشی مرحله پلی آف مقدماتی و مرحله گروهی برگزار شد. مسابقات در ۱۱ و ۱۲ مه ۲۰۱۰ برگزار شدند.
| تیم ۱                 | نتیجه      | تیم ۲                 |
| منطقه غرب             | منطقه غرب  | منطقه غرب             |
| --------------------- | ---------- | --------------------- |
| الغرافه               | ۱–۰        | پاختاکور              |
| الشباب                | ۳–۲        | استقلال               |
| ذوب آهن               | ۱–۰        | مس کرمان              |
| الهلال                | ۳–۰        | بنیادکار              |
| منطقه شرق             |            |                       |
| سئونگنام ایلهوا چونما | ۳–۰        | گامبا اوساکا          |
| سوون سامسونگ بلووینگز | ۲–۰        | بیجینگ گوان           |
| کاشیما آنتلرز         | ۰–۱        | پوهانگ استیلرز        |
| آدلاید یونایتد        | ۲–۳ (و.ا.) | چونبوک هیوندای موتورز |

### یک‌چهارم نهایی
قرعه‌کشی دورهای باقی‌مانده در ۲۵ مه ۲۰۱۰ در کوالا لامپور، مالزی برگزار شد. به دلیل قانون حمایت از کشورها، اگر دو باشگاه از یک کشور وجود داشته باشند، در مرحله یک‌چهارم نهایی با یکدیگر روبرو نخواهند شد. بنابراین، دو باشگاه عربستان سعودی در مرحله یک‌چهارم نهایی با یکدیگر روبرو نمی‌شوند. با این حال، اگر بیش از دو باشگاه از این کشور وجود داشته باشد، این قانون اعمال نمی‌شود. بنابراین، چهار باشگاه کره جنوبی ممکن بود در مرحله یک‌چهارم نهایی با یکدیگر روبرو شوند.

بازی‌های رفت در ۱۵ سپتامبر و بازی‌های برگشت در ۲۲ سپتامبر ۲۰۱۰ برگزار شد.
| تیم ۱                 | نتیجه‌نهایی | تیم ۲                 | بازی رفت | بازی برگشت |
| --------------------- | ---------- | --------------------- | -------- | ---------- |
| الهلال                | ۵–۴        | الغرافه               | ۳–۰      | ۲–۴ (و.ا.) |
| ذوب آهن               | ۳–۲        | پوهانگ استیلرز        | ۲–۱      | ۱–۱        |
| چونبوک هیوندای موتورز | ۱–۲        | الشباب                | ۰–۲      | ۱–۰        |
| سئونگنام ایلهوا چونما | ۴–۳        | سوون سامسونگ بلووینگز | ۴–۱      | ۰–۲        |

### نیمه نهایی
بازی‌های رفت در تاریخ ۵ و ۶ اکتبر و بازی‌های برگشت در تاریخ ۲۰ اکتبر ۲۰۱۰ برگزار شد.
| تیم ۱   | نتیجه‌نهایی | تیم ۲                 | بازی رفت | بازی برگشت |
| ------- | ---------- | --------------------- | -------- | ---------- |
| الشباب  | ۴–۴ (گ.ز.) | سئونگنام ایلهوا چونما | ۴–۳      | ۰–۱        |
| ذوب آهن | ۲–۰        | الهلال                | ۱–۰      | ۱–۰        |

### فینال
فینال در ۱۳ نوامبر ۲۰۱۰ برگزار شد. این مسابقه به صورت تک‌بازی در ورزشگاه ملی توکیو، ژاپن برگزار شد.
| سئونگنام ایلهوا چونما                                    | ۳ – ۱ | ذوب‌آهن              |
| -------------------------------------------------------- | ----- | ------------------- |
| ساشا اوگننوفسکی ۲۹' · چو بیونگ کوک ۵۳' · کیم چئول-هو ۸۳' | گزارش | محمدرضا خلعتبری ۶۷' |

## قهرمان
| قهرمان لیگ قهرمانان آسیا ۲۰۱۰ |
| ----------------------------- |
| سئونگنام ایلهوا چونما         |
| دومین قهرمانی                 |

## آمار تماشاگران
| #  | تیم                   | میانگین تماشاگر |
| -- | --------------------- | --------------- |
| ۱  | استقلال               | ۵۲.۲۸۰          |
| ۲  | الهلال                | ۳۷.۵۲۰          |
| ۳  | بیجینگ گوان           | ۳۴.۰۶۷          |
| ۴  | هنان جیانیه           | ۱۹.۷۳۵          |
| ۵  | الاتحاد               | ۱۶.۱۱۴          |
| ۶  | شاندونگ لوننگ تایشان  | ۱۴.۲۸۷          |
| ۷  | چانگچون یاتای         | ۱۳.۰۰۰          |
| ۸  | پاختاکور              | ۱۲.۰۳۳          |
| ۹  | آدلاید یونایتد        | ۱۰.۸۸۶          |
| ۱۰ | سوون سامسونگ بلووینگز | ۱۰.۰۹۰          |
| ۱۱ | مس کرمان              | ۱۰.۰۳۳          |
| ۱۲ | سانفریس هیروشیما      | ۹.۸۸۷           |
| ۱۳ | پوهانگ استیلرز        | ۹.۳۱۴           |
| ۱۴ | الاهلی                | ۹.۱۶۷           |
| ۱۵ | گامبا اوساکا          | ۹.۱۴۵           |
| ۱۶ | سپاهان                | ۹.۰۲۳           |
| ۱۷ | کاوازاکی فرونتال      | ۸.۹۱۲           |
| ۱۸ | بنیادکار              | ۸.۱۶۴           |
| ۱۹ | الغرافه               | ۷.۶۹۲           |
| ۲۰ | السد                  | ۷.۲۹۱           |
| ۲۱ | ذوب آهن               | ۶.۹۰۸           |
| ۲۲ | ملبورن ویکتوری        | ۶.۷۶۸           |
| ۲۳ | کاشیما آنتلرز         | ۶.۶۸۷           |
| ۲۴ | الشباب                | ۶.۶۲۴           |
| ۲۵ | سئونگنام ایلهوا چونما | ۵.۷۵۶           |
| ۲۶ | الوحده                | ۵.۰۴۳           |
| ۲۷ | چونبوک هیوندای موتورز | ۴.۵۷۷           |
| ۲۸ | العین                 | ۴.۱۸۵           |
| ۲۹ | الجزیره               | ۳.۳۱۵           |
| ۳۰ | پرسیپورا جایاپورا     | ۲.۹۲۲           |
| ۳۱ | سنگاپور آرمد فورسس    | ۲.۷۲۶           |
| ۳۲ | الاهلی                | ۲.۱۹۱           |